# Lukino Selo
Lukino Selo (serbisch-kyrillisch Лукино Село, ungarisch Lukácsfalva, deutsch Lukasdorf) ist ein Ort im serbischen Banat und gehört zum Verwaltungsgebiet der Stadt Zrenjanin.

## Demografie
In Lukino Selo leben nach einer Volkszählung aus dem Jahr 2002 insgesamt 477 volljährige Personen in 217 Haushalten. Das Durchschnittsalter der Einwohner liegt bei 39,4 Jahren (37,3 bei der männlichen und 41,5 bei der weiblichen Bevölkerung). Das Dorf hat eine ungarische Mehrheit und verzeichnet ein kontinuierlich sinkende Einwohnerzahl.
| Bevölkerungsentwicklung |           |
| Jahr                    | Einwohner |
| 1948                    | 1007      |
| 1953                    | 757       |
| 1961                    | 876       |
| 1971                    | 722       |
| 1981                    | 703       |
| 1991                    | 643       |
| 2002                    | 598       |